# George Rous (3e comte de Stradbroke)
Pour les articles homonymes, voir Stradbroke (homonymie).
George Edward John Mowbray Rous, 3e comte de Stradbroke, (19 novembre 1862 - 20 décembre 1947) est un noble britannique du Suffolk qui sert comme officier de l'armée territoriale, comme ministre subalterne du gouvernement et comme 15e Gouverneur du Victoria, en Australie ,. 

## Jeunesse
Il est né le 19 novembre 1862, fils unique et héritier de John Rous (2e comte de Stradbroke). Sous le titre de courtoisie du vicomte Dunwich, il fait ses études à la Harrow School et au Trinity College de Cambridge (baccalauréat ès arts 1884, maîtrise ès arts 1890). Il succède à son père en tant que 3e comte de Stradbroke et propriétaire du siège familial à Henham Park dans le Suffolk le 27 janvier 1886 . 

## Carrière militaire
Il est nommé capitaine du 1st Norfolk Artillery Volunteers (qui comprenait des batteries de Suffolk) en 1882. Il est promu major en 1884 et lieutenant-colonel pour commander l'unité en 1888. Il est colonel dans les volontaires le 26 juin 1902, et reçoit la décoration des volontaires le 15 août 1902. Il est nommé Aide de camp du roi Édouard VII dans la liste des honneurs du couronnement de 1902 le 26 juin 1902, servant jusqu'à la mort du roi en 1910 et est reconduit par George V ,. 
Lorsque la Volunteer Force est remplacée par la Territorial Force le 1er avril 1908, son unité est scindée: Stradbroke devient colonel honoraire de la 1st East Anglian Brigade, Royal Field Artillery (TF), tout en restant lieutenant-colonel commandant la 3e Brigade d'East Anglian (Howitzer). Il dirige la 3e Brigade d'East Anglian et ses unités successives en service actif sur le front occidental en Égypte et en Palestine pendant la Première Guerre mondiale. Il reçoit la décoration territoriale, nommé Commandeur de l'Ordre de l'Empire britannique en 1919 et Chevalier Commandeur de l'Ordre de St Michael et St George en 1920 ,. 
Après la guerre, il reste colonel honoraire de la brigade d'artillerie de Norfolk (maintenant connue sous le nom de 84e brigade (East Anglian)) et à partir du 18 mai 1927, il remplit le même rôle avec la brigade Suffolk (maintenant la 103e brigade Suffolk) jusqu'à ce qu'elle soit scindée, et devient colonel honoraire de la 409th (Suffolk) Independent Anti-Aircraft Battery jusqu'à sa fusion renouvelée avec les batteries Norfolk pour former le 78th (1st Anglian) Anti-Aircraft Regiment en 1938 ,. 
Il est également président de la Suffolk Territorial Army Association et président du Conseil de la National Artillery Association. Il prend finalement sa retraite d'un rôle actif avec l'armée territoriale et comme aide de camp auprès du roi en 1930 .
Il est nommé Compagnon de l'Ordre du Bain en 1904 et Commandeur de l'Ordre royal de Victoria en 1906. Il est Chevalier de l'Ordre de Saint-Jean et détenait la Grand-Croix de l'Ordre du Sauveur de Grèce . 

## Carrière civile
Stradbroke est nommé Gouverneur du Victoria en 1920 et occupe ce poste jusqu'en 1926. Il est également secrétaire parlementaire du ministère de l'Agriculture et des Pêches de 1928 jusqu'à la défaite du gouvernement conservateur de 1924–1929 ,. 
Il est le chef scout de Victoria en tant que gouverneur, et parraine la compétition de scoutisme victorien, la Stradbroke Cup. Cet événement a toujours lieu chaque année et est extrêmement populaire.   
Franc-maçon, Stradbroke est initié dans la Loge de la Prudence n ° 388. Après être devenu le Vénérable Maître de la Loge, il est nommé Grand Maître Provincial du Suffolk en octobre 1902  occupant le poste pendant quarante-cinq ans. Deux ans après avoir été nommé gouverneur de Victoria, il est élu Grand Maître de la Grande Loge de Victoria. Il est également Grand Maître Provincial de Mark Masons d'East Anglia . 
En plus de ses postes politiques et militaires, Stradbroke est vice-amiral du Suffolk, Lord Lieutenant du Suffolk, juge de paix, et échevin et président du conseil du comté d'East Suffolk. Il est également président de la National Sea Fisheries Protection Association . 
Le comte et la comtesse sont tous deux amateurs de courses de pur-sang. Pendant leur séjour à Victoria, ils possédaient ou louaient séparément plusieurs chevaux, notamment Trice, entraînés pour la comtesse par Jack Holt . 

## Famille
Il épouse Helena Violet Alice Fraser (décédée le 14 avril 1949), fille du lieutenant-général James Keith Fraser, le 23 juillet 1898. En tant que comtesse de Stradbroke, elle est créée Dame Commandeur de l'Ordre de l'Empire britannique en 1927. Ils ont : 
- Lady Pleasance Elizabeth Rous (née le 11 mai 1899 - décédée le 1er septembre 1986)
- Lady Catherine Charlotte Rous (née le 5 mai 1900 - décédée le 19 septembre 1983)
- Lady Betty Helena Joanna Rous (24 avril 1901 - 4 novembre 1969)
- John Anthony Alexander Rous, 4e comte de Stradbroke (1er avril 1903 - 1983) [1]
- William Keith Rous, 5e comte de Stradbroke (10 mars 1907 - 1983)
- Major Hon. George Nathaniel Rous (5 avril 1911 - 1982)
- Major Hon. Peter James Mowbray Rous (23 janvier 1914-17 mai 1997), épouse Elizabeth Alice Mary Fraser le 24 juin 1942
- Hon. Christopher Simon Rous (3 janvier 1916-22 février 1925)

Le 3e comte de Stradbroke meurt le 20 décembre 1947 et est remplacé par son fils aîné. Sa veuve, la comtesse douairière de Stradbroke, est décédée dans un accident le 14 avril 1949 . 